# Pierre-Henri-Félix Honoré
Pierre-Henri-Félix Honoré, conocido como Pierre Honoré (París, 20 de junio de 1908 - 3 de enero de 1996), fue un escultor francés.

## Datos biográficos
Nacido en París el 20 de junio de 1908.
Alumno de Coutant en la Escuela Nacional Superior de Bellas Artes en París. Ganador en 1928 del prestigioso Premio de Roma en escultura, con la estatua en bulto redondo titulada Vocation de Saint François d'Assise (Vocación de San Francisco de Asís).
El periodo comprendido entre 1929 y 1932 lo pasa pensionado en la Villa Médici, la sede de la Academia de Francia en Roma. En este periodo fue alumno de Denys Puech en Roma.
En 1935 gana una beca para permanecer en Madrid durante un año, dentro de la 8.ª promoción artística de la Casa de Velázquez. Con el inicio de la Guerra Civil abandona España para casarse en 1936 con Suzanne Duvergé. Ella ocupó un puesto en la Biblioteca Nacional de Francia desde ese mismo año. Tuvieron tres hijos Michel, Georges y Olivier.
Dedicado a la escultura decorativa, participa en los salones de París y en la exposición internacional de París de 1937.
Durante la Segunda Guerra Mundial es llamado a filas en 1939. En 1940 es hecho prisionero, situación en la que permanece durante dos años.
Una vez liberado es nombrado Profesor de dibujo y escultura en la Escuela de Bellas Artes de Dijon desde 1942 hasta 1974.
Fue profesor del escultor Charles Auffret.
Falleció el 3 de enero de 1996.

## Obras
Entre las mejores y más conocidas obras de Pierre-Henri-Félix Honoré se incluyen las siguientes:
- Vocation de Saint François d'Assise, 1928, escultura en bulto redondo en yeso , con la representación religiosa de Francisco de Asís, en depósito de la Escuela de Bellas Artes de París.[10]
- Monumento a los 13 500 muertos franceses en el campo de concentración de Neuengamme[11] (1949)[12] en el cementerio del Père-Lachaise de París[13] (Imagen). tallado en piedra, representa a una mujer arrodillada que sostiene una urna.
- la Statue des deux amants (la estatua de los dos amantes) en el parque del Moulin de Connelles (Imagen)
- Puertas en bronce de la Facultad de Ciencias de Dijon[1]
- busto en mármol del Palacio Farnesio de Roma.[1]
- Monumento a Luisa de Marillac en la Iglesia de San Vicente de Paul.[14]